# نادي الحكمة لكرة السلة
الحكمة هو نادٍ لبناني، يشارك في الدوري اللبناني لكرة السلة، وكذلك في دوري كرة القدم، حاليًا في الدرجة الأولى. تأسس عام 1943. زي فريق كرة السلة هو الأبيض، مع خطوط خضراء، فيما يرتدي فريق كرة القدم الملابس الخضراء. فاز فريق كرة السلة بعدة بطولات من بينها بطولة آسيا لكرة السلة ثلاث مرات وبطولة الأندية العربية مرتين.
يدرب فريق كرة السلة جاد الحاج، بينما يدرب فريق كرة القدم اللبناني بول رستم.

## تاريخ
تأسس النادي في عام 1943، وشارك فريق كرة القدم بطولة الدوري اللبناني الدرجة الأولى عام 1944. لم يستطع الفريق المواصلة مع الفرق الأعلى مستوى منه في دوري الدرجة الأولى فهبط إلى الدرجة الثانية. استطاع الفريق الفوز بدور الدرجة الثانية عام 1948 ليعود إلى دوري الدرجة الأولى.
في عام 1950 هبط مرة أخرى إلى دوري الدرجة الثانية، الذي كسبه عام 1956. بقي الفريق في دوري الدرجة الأولى حتى هبوطه عام 1991، لكنه في العام التالي فاز بدوري الدرجة الثانية. وفي العام نفسه (1992) جرى تكوين فريق كرة السلة، الذي لعب موسمه الأول في الدرجة الثانية، ففاز بكأس لبنان في كرة السلة، وصعد إلى الدرجة الأولى ففاز بلقب الدوري في العام الأول (1993).
عام 1996، شارك في بطولة الأندية العربية لكرة السلة، فاحتل المركز الثاني بعد أن خسر المباراة النهائية أمام فريق الاتحاد السكندري المصري، قبل أن يعاود المشاركة عام 1998، حيث فاز في المباراة النهائية على بوفاريق الجزائري محرزًا اللقب لأول مرة.
عام 1999، فاز فريق الحكمة ببطولة الأندية العربية لكرة السلة للمرة الثانية، بعد تخطيه فريق الأهلي المصري في المباراة النهائية، كما فاز ببطولة أندية آسيا لكرة السلة، ليكون أول فريق عربي يفوز باللقب، ثم احتفظ بهذا اللقب عام 2000؛ في الوقت الذي كان فيه فريق كرة القدم قد عاد إلى دوري الدرجة الثانية وفاز به.
عام 2004، عاود فريق الحكمة الفوز ببطولة أندية آسيا لكرة السلة للمرة الثالثة في تاريخه، محققًا إنجازًا غير مسبوق.
أما فريق كرة القدم، فقد خاض موسم 2011/2012 في الدرجة الثانية، واجتاز دوري المجموعات وكان على وشط أن يلعب المربع الذهبي للعودة إلى الأولى، إلا أن الاتحاد اللبناني لكرة القدم اتخذ قرارًا بإعادة مرحلة الإياب فيما كانت المرحلة قد انتهت واللاعبون الأجانب قد غادروا لبنان.